# Chariez
Chariez – miejscowość i gmina we Francji, w regionie Burgundia-Franche-Comté, w departamencie Górna Saona.
Według danych na rok 1990 gminę zamieszkiwały 172 osoby, a gęstość zaludnienia wynosiła 22 osoby/km² (wśród 1786 gmin Franche-Comté Chariez plasuje się na 572. miejscu pod względem liczby ludności, natomiast pod względem powierzchni na miejscu 580.).